# Pseudohostus squamosus
Pseudohostus squamosus là một loài nhện trong họ Oxyopidae. Chúng là loài duy nhất thuộc chi Pseudohostus, được William Joseph Rainbow miêu tả năm 1915.